# Federico Turienzo
Federico Ezequiel Turienzo (La Plata, 6 febbraio 1983) è un ex calciatore argentino, di ruolo attaccante.

## Carriera

### Club
Cresciuto nelle giovanili del Gimnasia La Plata, inizia la carriera da professionista dalla prima squadra, militandovi per quattro stagioni.
Nell'agosto del 2005 si trasferisce in Europa, al Brighton & Hove Albion, club inglese disputante la Championship. Turienzo firma un contratto di due anni venendo ceduto dopo la prima stagione.
Cosicché, nel 2006, inizia la sua esperienza in Italia, accasandosi al Teramo, in Serie C1, con il quale retrocede al termine della stagione dopo i play-out.
L'anno seguente viene aggregato e poi tesserato dalla Salernitana di Agostinelli. Nella prima parte di stagione, in un reparto completato da Arturo Di Napoli, Emanuele Ferraro e Magliocco, è scarsamente utilizzato; la situazione si capovolge con l'avvento in panchina di Brini, che lo lancia titolare al fianco di Di Napoli.
Nel gennaio del 2009 rescinde consensualmente con la Salernitana, accasandosi all'Arezzo, in Prima Divisione.
Nel luglio del 2009 firma un biennale con la Cavese.
Nell'agosto del 2011 firma un contratto annuale di opzione per il secondo con il San Martin (T) tornando così in Argentina dopo 6 anni.

## Palmarès

### Club

#### Competizioni nazionali
- Serie C1: 1

Salernitana: 2007-2008